# Freie Wähler in Thüringen
Freie Wähler in Thüringen ist eine Landesvereinigung der Partei Freie Wähler. Sie wurde am 6. März 2004 in Eisenach als eigenständige Partei gegründet und trat am 30. Juni 2013 der Bundesvereinigung bei. Sie arbeitete eng mit dem Landesverband des Bundesverbands Freie Wähler zusammen.

## Wahlen
Seit 2004 beteiligen sich die Freien Wähler Thüringen an den Landtagswahlen und erreichten 2004 26.302 Stimmen und 2,6 %, 2009 40.811 Stimmen und 3,9 % und 2014 mit 15.864 Wählern 1,7 % der abgegebenen gültigen Stimmen. Für die Landtagswahl in Thüringen 2019 wurde die Landesliste nicht fristgerecht eingereicht und deshalb nicht zugelassen. Es traten jedoch 18 Einzelbewerber für ein Direktmandat in ihrem Wahlkreis an, von denen allerdings keiner in den Landtag gewählt wurde. 
Bei den  Landratswahlen 2024 wurden in den Thüringer Landkreisen Hildburghausen mit Sven Gregor und Unstrut-Hainich-Kreis mit Thomas Ahke erstmals in den neuen Bundesländern Kandidaten der Freien Wähler zum Landrat gewählt.
Zur Landtagswahl in Thüringen 2024 traten die Freien Wähler Thüringen mit 22 Direktkandidaten und einer Landesliste an und erreichten landesweit 1,3 % der abgegebenen gültigen Stimmen.

## Vorsitzende
- 2004–2011: Jürgen Haschke[7][8]
- 2011–2014: Marco Tasch[9][10]
- 2014–2015: Leitung durch die stellvertretenden Vorsitzenden[10] Andreas Böhme, Annette Garcia, Susanne Schlegel, Frank Sieber und Daniel Stassny[11]
- 2015–2015: Michael Frahm[12]
- 2015–2019: Günter Brinkmann[13]
- 2019–2020: Mario Merten[13][14]
- 2020–2022: Norbert Hein[14]
- 2022–2023: Uwe Rückert[15][16]
- seit 2024: Mathias Nicolai[17]